# Munga-Sandarnas naturreservat
Munga-Sandarnas naturreservat är ett naturreservat i Tierps kommun i Uppsala län.
Området är naturskyddat sedan 2011 och är 23 hektar stort. Reservatet består av granskog med inslag av asp samt sumpskog.